# Herman Bing (politiker)
 Der er flere personer med dette navn, se Herman Bing.
Herman Meyer Bing (23. januar 1845 i København – 24. januar 1896 sammesteds) var en dansk politiker.
Han var søn af fabriksejer Meyer Herman Bing og bror til Laurids Bing. Han var 1865-71 i England, beskæftiget med handel og industri, og blev i 1872 kasserer i den nystiftede Landmandsbank, men mistede i 1884 denne stilling på grund af den iver, hvormed han deltog i den politiske bevægelse, særlig som medstifter og medstyrer af Københavns liberale Vælgerforening.
Samme år var han med til at grundlægge bladet Politiken og var indtil sin død medudgiver heraf, idet han fortrinsvis varetog dets økonomiske ledelse. I 1889 grundlagde han desuden Aalborg Amtstidende, som fra 1893 gik over til redaktøren, Vilhelm Lassen.
Endvidere var han 1890-92 folketingsmand for Aalborg Amts 3. kreds (Bælum kredsen) og siden 1895 for Københavns Amts 3. kreds (Valbykredsen). Han fulgte som sådan Hørups retning. Hans pludselige død i 1896 var et stort tab for Venstrereformpartiets venstre fløj. Han er begravet på Mosaisk Vestre Begravelsesplads. 